# Pegivirus A
Pegivirus A (ранее вирус гепатита G) — вирус с парентеральным механизмом передачи возбудителя, до недавнего времени классифицировавшийся как возбудитель гепатита. Единственное клиническое проявление GBV-C, предварительно установленное и в настоящее время активно изучающееся, – повышение сопротивляемости у больных ВИЧ при совместной инфицированности обоими вирусами. Никаких иных симптоматических проявлений с вирусом пока не связано; иными словами, в отличие от гепатитов GBV-C не является патогенным. У иммунокомпетентных носителей в большинстве случаев виремия прекращается без внешнего вмешательства, но в некоторых случаях инфекция сохраняется десятилетиями.

## История
В 1966 году хирург Джордж Баркер (отсюда название GB) перенес вирусный гепатит, возбудитель которого ещё не был отнесен ни к одному известному вирусу — возбудителю гепатитов. По инициалам врача он был обозначен GB-антигеном. Дальнейшие исследования показали неоднородность этого вируса, похожие, но не идентичные вирусы выделяли из крови сывороточным гепатитом, а выделенный возбудитель получил название HGV или GBV-С. Методом ПЦР установлено, что РНК вируса часто обнаруживается у лиц, которым производили переливания крови и парентеральные вмешательства, у больных гемофилией, хроническими гепатитами B, С и D, в образцах коммерческой плазмы, предназначенной для приготовления препаратов крови.

## Этиология
GBV-C относят к пегивирусам, однонитевый РНК-содержащий. Неустойчив в окружающей среде, мгновенно погибает при кипячении.
Механизм передачи возбудителя — парентеральный.